# Баттиста Мантуанский
Баттиста Мантуанский (имя в миру — Джованни Баттиста Спаньоли) (17 апреля 1447, Мантуя, Мантуанское маркграфство — 20 марта 1516, там же) — итальянский церковный деятель, аскет, блаженный католической церкви, реформатор монашеского ордена кармелитов, поэт, христианский гуманист.

## Биография

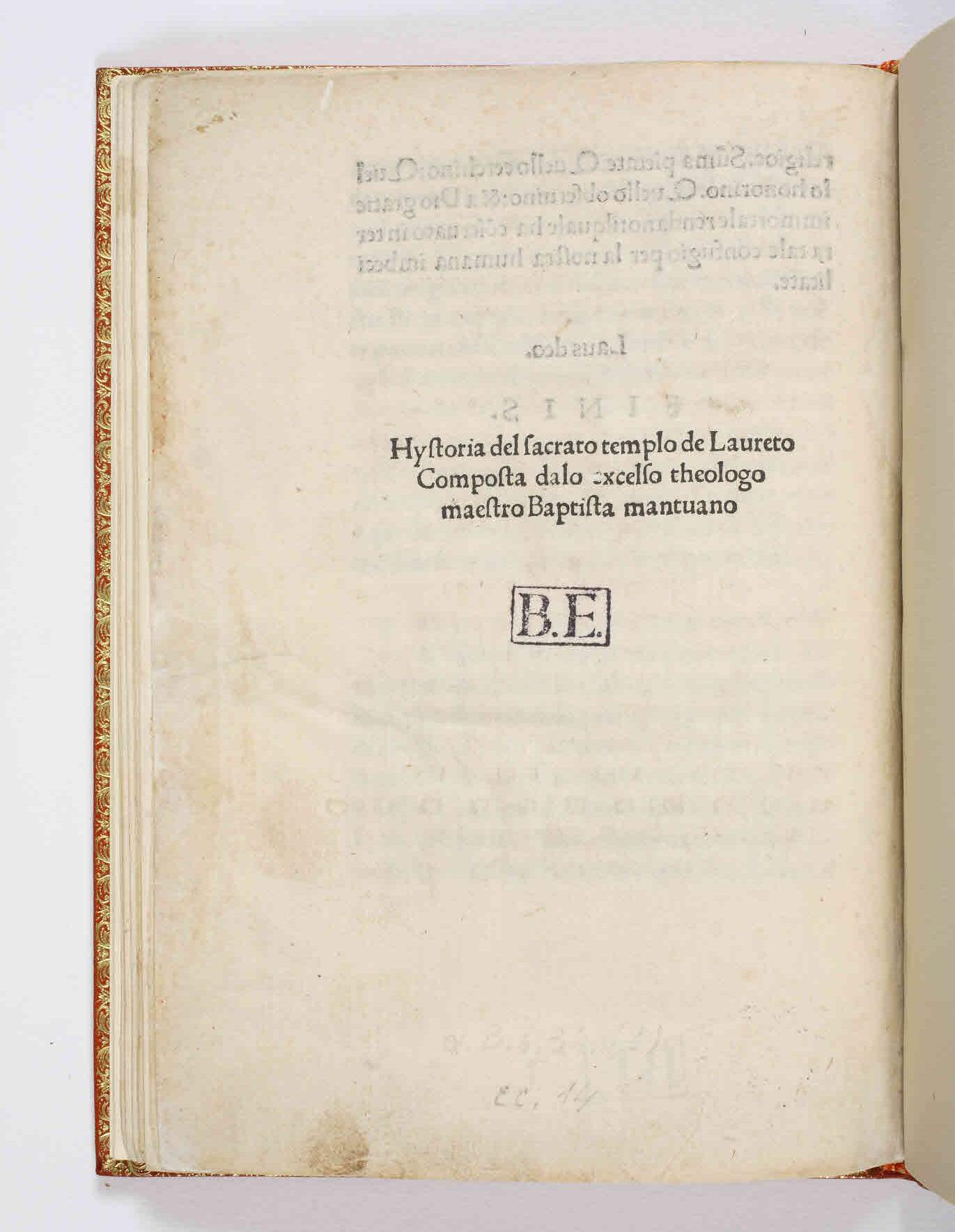
Historia ecclesiae Lauretanae. около 1489 г.

Испанский дворянин. Получил гуманистическое образование, изучал грамматику в Мантуе, философию в Павии.
Ссора с отцом и мистические чувства привели его в 17-летнем возрасте в монастырь реформированных кармелитов в Ферраре, около 1470 года он был рукоположен, стал священником. В 1470-х годах преподавал в монастыре Сан-Мартино в Болонье. В 1475 году в Болонье получил степень доктора богословия.
Состоял на службе у герцога Мантуанского (отсюда фамилия и прозвище Spagnoli — Испанец).
C 1483 года несколько раз избирался генеральным викарием, а в 1513 году возглавил орден кармелитов.
В 1480-х годах по большей части жил в Риме. Благодаря его просьбам, папа Сикст IV передал монастырь Сан-Крисогоно в ведение ордена кармелитов.
Сторонник церковных реформ, известен аскетизмом и личным благочестием.
Выступал в проповедями перед папой Иннокентием VIII, в которых осуждал коррупцию в римской курии.

## Творчество
Прославился, как один из лучших итальянских авторов эпохи Возрождения, писавших на латыни. Его творчество охватывает различные жанры: это назидательные сочинения «О блаженной жизни» (De vita beata), «О терпении» (De patientia), политические памфлеты, посвященные событиям Итальянских войн и готовящемуся крестовому походу против турок, полемика с «языческим» гуманизмом, апологетические сочинения (в том числе в защиту собственных стихотворений).
Среди поэтических сочинений Баттисты (в общей сложности около 55 000 стихов) выделяются такие, как «О бедствиях моих времен» (De suorum temporum calamitatibus: In 3 vol. Bologna, 1479), где представлены картины голода и чумы, турецкой угрозы и гражданской войны, всевластия 7 смертных грехов («монстров») и изгнания Добродетели, призывающей к объединению христиан; похвала девственности Марии (Parthenice mariana: In 3 t. Bologna, 1481), посвященная Пресвятой Богородице и 6 святым девам — Екатерине, Маргарите, Агафии, Лучии, Аполлонии и Цецилии; «Отрочество» (Adolescentia, seu Bucolica. Mantua, 1498), получившее высокую оценку Эразма Роттердамского, назвавшего его «христианским Вергилием».
Широко почитался кармелитами, был беатифицирован папой Львом XIII 17 декабря 1885 года.

## Избранные сочинения
- Omnia opera Baptistae Mantuani Carmelitae. Bologna, 1502. Anvers, 1576 et al. ed.;
- Baptistae Mantuani prioris generalis Ordinis Carmelitarum libri tres de calamitatibus temporum. R., 1916;
- La Partenice mariana / Introd., note di E. Bolisani. Padova, 1957;
- Die Fasti des Baptista Mantuanus von 1516 als volkskundliche Quelle / Hrsg. H. Trumpy. Nieuwkoop, 1979;
- Adulescentia: the Eclogues of Mantuan / Ed. by L. Piepho. N. Y., 1989.